# 朵拉拉错
朵拉拉错是一个位于中国青海省玛多县的湖泊，面积约为40平方千米。